# دولت محسن صدر
دولت محسن صدر یکی از دولت‌های دوران پادشاهی مشروطه در دورهٔ پهلوی است که از خرداد تا مهر ۱۳۲۴ فعالیت کرد. رئیس این دولت، محسن صدر بود.
در جلسه ۱۵ خرداد ۱۳۲۴، نمایندگان مجلس با ۶۰ رأی به زمامداری محسن صدر ابراز تمایل کردند. در پی آن، فرمان نخست‌وزیری صدر روز ۱۶ خرداد توسط شاه صادر شد. صدر هیئت وزیران خود را روز ۲۲ خرداد به حضور شاه و روز ۲۶ تیر به مجلس شورای ملی معرفی کرد. مجلس شورای ملی در روز ۵ مهر با اکثریت ۷۰ رأی از ۱۴۴ نفر به دولت وی رأی اعتماد داد.
صدر استعفای خود را روز ۲۹ مهر ۱۳۲۴ به شاه تقدیم کرد که شاه ضمن موافقت با استعفای وی در همین تاریخ مقرر کرد تا انتخاب نخست‌وزیر جدید به امور رسیدگی کند.